# Atelopus pinangoi
Atelopus pinangoi és una espècie d'amfibi que viu a Veneçuela.

## Taxonomia
Atès que la «ñ» no és emprada en les transliteracions al llatí, al nom específic no s'utilitza aquesta lletra del topònim original (Piñango) i l'epítet pinangoi és el que apareix a totes les publicacions.

## Descripció
Aquesta espècie de gripau posseeix una coloració dorsal amb diferents tonalitats que van des de tons verds fins a bru verdós o verd groguenc i amb taques marrons generalment en un patró de creu. Presenta un característic ventre vermell sang que facilita la seua identificació. Els flancs són foscos i tuberculars. Membres posteriors curts. Musell una mica projectat. Dimorfisme sexual acusat: els mascles adults mesuren entre 3,1 i 3,2 cm, mentre que les femelles arriben a 3,5 i 4,1 cm. D'hàbits terrestres i diürns, es tracta d'una espècie que habita al bosc humit montà i es desplaça als rierols durant el període de reproducció.

## Reproducció
Diposita els seus ous en fileres al llarg de les lleres de les masses d'aigua, on també es desenvolupen els capgrossos.

## Distribució geogràfica
És una espècie endèmica de Veneçuela, la qual es troba a la regió muntanyenca de la serralada de Mérida (només és coneguda a la rodalia del poble de Piñango -Municipi Miranda, Estat Mérida-, situat a la serra La Culata -nord de l'Estat Mérida-, tot i que també se n'ha informat, de la seua presència, a dues localitats addicionals molt properes a Piñango). Viu a les selves nebuloses situades entre 2.300 i 2.920 m d'altitud.

## Estat actual
L'estat actual d'aquesta espècie és totalment desconegut a hores d'ara. Segons els vilatans, era molt abundant i se la podia observar durant els dies plujosos pels carrers del poble de Piñango. El 1988, van ésser observades dues poblacions aïllades a les selves nebuloses que hi ha a prop de la localitat tipus. Des de finals del segle xx no s'han tornat a realitzar ni estudis sobre aquesta espècie ni prospeccions específiques per a la seua localització, de manera que es desconeix la situació actual de les seues poblacions. A l'àmbit internacional (tant a l'Avaluació Global dels Amfibis -GAA- com en la Llista Vermella de la Unió Internacional per a la Conservació de la Natura -IUCN-) se l'ha classificada En Perill Crític.

## Amenaces
Tot i l'absència d'informació sobre la seua situació i estat de conservació, hi ha la possibilitat que estigui patint els efectes de la disminució global dels amfibis (fenomen atribuït a la infecció per fongs patògens, contaminació de les masses d'aigua i variacions climàtiques força sobtades -sequeres, crescudes dels rierols, etc.-). No obstant això, no s'ha detectat la presència del fong Batrachochytrium dendrobatidis en els exemplars conservats en els museus. Tal com ha succeït amb altres espècies del gènere Atelopus de la serralada de Mérida, és probable que la combinació de múltiples factors hagi ocasionat el declivi d'aquesta espècie però, a escala local, és segur que l'espècie ha estat afectada fonamentalment per la destrucció i degradació del seu hàbitat: les selves nebuloses de la seua localitat tipus i de la seua rodalia han estat devastades per un procés accelerat de conversió en àrees de conreus i explotacions ramaderes i de floricultura. A més, en alguns sectors han estat introduïdes truites de riu, les quals són depredadors potencials dels estadis primerencs del desenvolupament d'aquest amfibi.

## Conservació
A Veneçuela és declarada Espècie en Perill d'Extinció mitjançant el Decret núm. 1486 (11/09/96). Encara que l'àrea de distribució d'aquesta espècie és limítrofa amb el Parc Nacional Sierra La Culata, aquesta zona manca de mesures específiques per a la seua conservació. Algunes d'aquestes mesures inclourien la realització d'estudis sobre la qualitat del seu hàbitat terrestre i aquàtic, així com l'anàlisi de les causes o factors que podrien estar afectant les poblacions d'aquesta espècie. A causa de l'absència de prospeccions del tàxon des de finals del segle xx, caldrien estudis per a determinar el seu estatus poblacional actual per tal d'orientar la creació de mesures més estrictes pel que fa a la protecció del seu hàbitat i de la seua àrea de distribució (sense bandejar possibles plans per a la cria en captivitat i una eventual repoblació de la seua àrea original).

## Observacions
En castellà és conegut com a sapito verdirrojo de Piñango, sapito arlequin de Piñango, ranita verdirroja de Piñango, rana arlequín de Piñango o ranita de Piñango, mentre que en anglès rep el nom de Green and Red Venter Harlequin Toad, Piñango Stubfoot Toad o Piñango Harlequin Frog.